# مبرهنة تايلور

الدالة الأسية (بالأحمر) كثير الحدود لتايلور الموافق من الدرجة الرابعة (بالأخضر المتقطع) حول الأصل.

في حساب التفاضل والتكامل، تعطي مبرهنة تايلور تقريبًا لدالة قابلة للتفاضل بـ {\textstyle k} مرات حول نقطة معينة بواسطة كثير الحدود من الدرجة {\textstyle k}، يسمى كثير الحدود لتايلور من الدرجة {\textstyle k}. للحصول على دالة ملساء، فإن كثير الحدود لتايلور هو التدوير عند الرتبة {\textstyle k} من متسلسلة تايلور للدالة. كثير الحدود لتايلور من الدرجة الأولى هو التقريب الخطي للدالة، وغالبًا ما يُشار إلى كثير الحدود لتايلور من الدرجة الثانية باسم التقريب التربيعي. هناك عدة نسخ من مبرهنة تايلور، بعضها يعطي تقديرات صريحة للخطأ التقريبي للدالة بواسطة كثير الحدود لتايلور.
سميت مبرهنة تايلور على اسم عالم الرياضيات بروك تايلور، الذي ذكر نسخة منها في عام 1715، على الرغم من ذكر جيمس غريغوري للنسخة السابقة للنتيجة في عام 1671.
تُدَرَّس مبرهنة تايلور في دورات حساب التفاضل والتكامل للمستوى التمهيدي وهي إحدى الأدوات الأساسية المركزية في التحليل الرياضي. إنه يعطي صيغًا حسابية بسيطة لحساب قيم العديد من الدوال المتسامية بدقة مثل الدالة الأسية والدوال المثلثية. إنها نقطة البداية لدراسة الدوال التحليلية، وهي أساسية في مختلف مجالات الرياضيات، وكذلك في التحليل العددي والفيزياء الرياضية. تعمم مبرهنة تايلور أيضًا على الدوال متعددة المتغيرات وذات القيم المتجهية.

## الدافع

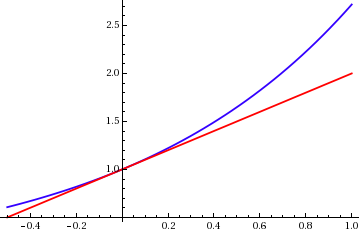
رسم بياني لـ (بالأزرق) بتقريبه الخطي (بالأحمر) عند.

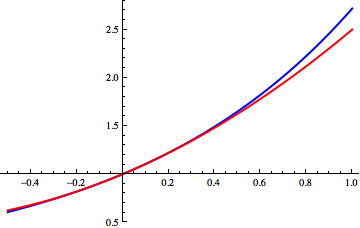
رسم بياني لـ (بالأزرق) بتقريبه التربيعي (بالأحمر) عند. لاحظ التحسن في التقريب.

إذا كانت دالة ذات قيم حقيقية {\textstyle f(x)} قابلة للتفاضل عند هذه النقطة {\textstyle x=a}، فإن لها تقريب خطي بالقرب من هذه النقطة. هذا يعني أن هناك دالة h1(x) بحيث:
{\displaystyle f(x)=f(a)+f'(a)(x-a)+h_{1}(x)(x-a),\quad \lim _{x\to a}h_{1}(x)=0.}
هنا:
{\displaystyle P_{1}(x)=f(a)+f'(a)(x-a)}
هو التقريب الخطي لـ {\textstyle f(x)} لـ x بالقرب من النقطة a، التي رَسْمُها البياني {\textstyle y=P_{1}(x)} هو مماس الرسم البياني {\textstyle y=f(x)} عند x = a. خطأ التقريب هو:
{\displaystyle R_{1}(x)=f(x)-P_{1}(x)=h_{1}(x)(x-a).}
لما يقترب x من a، هذا الخطأ يؤول إلى الصفر أسرع بكثير من {\displaystyle f'(a)(x{-}a)}، مما يجعل {\displaystyle f(x)\approx P_{1}(x)} تقريبًا مفيدًا.
لتقريب أفضل لـ {\textstyle f(x)}، يمكننا أن نلائم كثير الحدود من الدرجة الثانية بدلاً من دالة خطية:
{\displaystyle P_{2}(x)=f(a)+f'(a)(x-a)+{\frac {f''(a)}{2}}(x-a)^{2}.}
هذا كثير الحدود له نفس المشتقات الأولى والثانية لـ {\textstyle f(x)} عند {\textstyle x=a}، كما هو واضح عند التفاضل.
تضمن مبرهنة تايلور أن يكون "التقريب التربيعي"، في جوار صغير لـ {\textstyle x=a} بصورة كافية، أكثر دقة من التقريب الخطي. بشكل خاص:
{\displaystyle f(x)=P_{2}(x)+h_{2}(x)(x-a)^{2},\quad \lim _{x\to a}h_{2}(x)=0.}
هنا الخطأ في التقريب هو:
{\displaystyle R_{2}(x)=f(x)-P_{2}(x)=h_{2}(x)(x-a)^{2},}
والتي، نظرًا للسلوك المحدود لـ {\displaystyle h_{2}}، يؤول إلى الصفر أسرع من {\displaystyle (x-a)^{2}} لما x يقترب من a.

## مبرهنة تايلور في دالة وحيدة المتغير

### نص المبرهنة
النص الدقيق للنسخة الأساسية من مبرهنة تايلور هو كما يلي:
مبرهنة تايلور — ليكن k ≥ 1 عددًا صحيحًا و  f : R → R دالة قابلة للاشتقاق k مرات عند النقطة a ∈ R. عندئذ توجد دالة hk : R → R بحيث: 
{\displaystyle f(x)=f(a)+f'(a)(x-a)+{\frac {f''(a)}{2!}}(x-a)^{2}+\cdots +{\frac {f^{(k)}(a)}{k!}}(x-a)^{k}+h_{k}(x)(x-a)^{k},}
و
{\displaystyle \lim _{x\to a}h_{k}(x)=0.}
يسمى هذا شكل بيانو للباقي.
كثير الحدود الذي يظهر في مبرهنة تايلور هو كثير الحدود لتايلور من الدرجة 𝑘:{\displaystyle P_{k}(x)=f(a)+f'(a)(x-a)+{\frac {f''(a)}{2!}}(x-a)^{2}+\cdots +{\frac {f^{(k)}(a)}{k!}}(x-a)^{k}}للدالة f عند النقطة a. كثير الحدود لتايلور هو كثير الحدود "الأنسب في التقارب" الوحيد بمعنى أنه في حالة وجود دالة hk : R → R وكثير الحدود p من الدرجة 𝑘 بحيث:
{\displaystyle f(x)=p(x)+h_{k}(x)(x-a)^{k},\quad \lim _{x\to a}h_{k}(x)=0,}فإن p = Pk. توصف المبرهنة السلوك التقاربي للحد الباقي:{\displaystyle R_{k}(x)=f(x)-P_{k}(x),}
وهو خطأ التقريب عند تقريب f بكثير الحدود لتايلور الخاص به. باستخدام تدوين o الصغير، يكتب نص مبرهنة تايلور على هذا الشكل:{\displaystyle R_{k}(x)=o(|x-a|^{k}),\quad x\to a.}

### الصيغ الصريحة للباقي
تحت افتراضات الانتظام الأقوى حول f، هناك العديد من الصيغ الدقيقة للحد المتبقي Rk لكثير الحدود لتايلور، وأكثرها شيوعًا هي التالية:
شكل القيمة المتوسطة للباقي — لتكن f : R → R دالة قابل للاشقاق k + 1 مرات على الفترة المفتوحة f(k) مستمرة على الفترة المغلقة بين {\textstyle a} و {\textstyle x}. عندئذ:
{\displaystyle R_{k}(x)={\frac {f^{(k+1)}(\xi _{L})}{(k+1)!}}(x-a)^{k+1}}
من أجل بعض الأعداد الحقيقية {\textstyle \xi _{L}} بين {\textstyle a} و {\textstyle x}. هذا شكل لاغرانج للباقي.
بشكل مماثل،
{\displaystyle R_{k}(x)={\frac {f^{(k+1)}(\xi _{C})}{k!}}(x-\xi _{C})^{k}(x-a)}
من أجل بعض الأعداد الحقيقية {\textstyle \xi _{C}} بين {\textstyle a} و {\textstyle x}. هذا شكل كوشي للباقي.
عادة ما تُثبَت هذه التنقيحات لمبرهنة تايلور باستخدام مبرهنة القيمة المتوسطة، من هنا جاء الاسم. بالإضافة إلى ذلك، لاحظ أن هذه هي بالضبط مبرهنة القيمة المتوسطة حيث {\textstyle k=0}. يمكن أيضًا إيجاد تعبيرات أخرى مماثلة. على سبيل المثال، إذا كانت G(t) مستمرة على الفترة المغلقة وقابلة للاشتقاق بمشتق لا يختفي في الفترة المفتوحة بين 𝑎 و 𝑥، فإن:{\displaystyle R_{k}(x)={\frac {f^{(k+1)}(\xi )}{k!}}(x-\xi )^{k}{\frac {G(x)-G(a)}{G'(\xi )}}}
من أجل بعض الأعداد {\textstyle \xi } بين 𝑎 و 𝑥. تغطي نسخته شِكْلَيِْ لاغرانج وكوشي للباقي حالاتٍِ خاصة، وقد أثبتت أدناه باستخدام مبرهنة القيمة المتوسطة لكوشي. يُحْصَل على شكل لاغرانج بأخذ {\displaystyle G(t)=(x-t)^{k+1}} ويُحْصَل على شكل كوشي بأخذ {\displaystyle G(t)=t-a}.

## الملاحظات
1. ↑  فرضية كون الدالة f(k) مستمرة على الفترة المغلقة بين {\textstyle a} و {\textstyle x} هي أمر ضروري لا يمكن الاستغناء عنه. على الرغم من أن f قابلة للإشتقاق  k + 1 مرات على الفترة المفتوحة بين {\textstyle a} و {\textstyle x} تقتضي أن f(k) مستمرة على المجال المفتوح {\textstyle a} و {\textstyle x}، إلا أنها لا تقتضي أن f(k) مستمرة الفترة المفتوحة بين {\textstyle a} و {\textstyle x}، معناه أنها لا تقتضي أن f(k) مستمرة عند طرفي الفترة. نعتبر على سبيل المثال الدالة f : [0,1] → R معرفة بـ {\displaystyle \sin(1/x)} على الفترة {\displaystyle (0,1]} وبـ {\displaystyle f(0)=0}. إنها غير مستمرة على الفترة {\displaystyle (0,1)} لكنها مستمرة على {\displaystyle (0,1)}. علاوة على ذلك، يمكن إظهار أن هذه الدالة لها مشتق عكسي. إذن هذا المشتق العكسي قابل للاشتقاق على الفترة {\displaystyle (0,1)}، مشتقها (الدالة f) مستمرة على الفترة المغلقة {\displaystyle (0,1)}, لكن مشتقها f ليست مستمرة على الفترة المفتوحة {\displaystyle [0,1]}. لذا فإن المبرهنة لا تنطبق في هذه الحالة.

### معلومات الكتب كاملة
- Apostol, Tom (1967). Calculus (بالإنجليزية). Wiley. ISBN:0-471-00005-1.
- Kline, Morris (1998). Calculus: An Intuitive and Physical Approach (بالإنجليزية). Dover. ISBN:0-486-40453-6.
- Kline, Morris (1972). Mathematical thought from ancient to modern times, Volume 2 (بالإنجليزية). Oxford University Press.